# سیلینگدورف
سیلینگدورف (به آلمانی: Zillingdorf) یک منطقهٔ مسکونی در اتریش است که در ناحیه وینر نوی‌اشتات-لاند واقع شده‌است. سیلینگدورف ۱۵٫۳۴ کیلومتر مربع مساحت دارد ۲۴۱ متر بالاتر از سطح دریا واقع شده‌است.